# John Kani
John Kani (New Brighton, 30 de agosto de 1943) es un actor sudafricano.

## Biografía
Nació en New Brighton, Provincia Oriental del Cabo, Sudáfrica.
En sus inicios, comenzó a desempeñar papeles en diversas presentaciones locales en Sudáfrica, especialmente en la ciudad de Puerto Elizabeth. en la década de 1970 interpretó papeles en diversas ciudades en el mundo, incluyendo Nueva York donde, en conjunto con Winston Ntshona ganaron un premio Tony en 1975 por Sizwe Banzi Is Dead y The Island.
En 1987 interpretó a Otello en la obra homónima de Shakespeare en Sudáfrica, aún bajo el dominio del Apartheid.

## Filmografía
- The Wild Geese (1978)
- Marigolds in August (1980)
- Killing Heat (1981)
- The Grass Is Singing  (1981)
- "Master Harold"...and the Boys  (1985) (TV)
- Saturday Night at the Palace (1987)
- An African Dream (1987)
- Options (1988)
- A Dry White Season (1989)
- Othello (1989) (TV)
- The Native Who Caused All the Trouble (1989)
- An African Dream (1990)
- Sarafina! (1992)
- In Darkest Hollywood: Cinema and Apartheid (1993) (Non-fiction)
- Soweto Green (1995)
- The Ghost and the Darkness (1996)
- Kap der Rache (1997) (TV) (German)
- Kini and Adams (1997)
- The Tichborne Claimant (1998)
- Final Solution (2001)
- Hillside (2005–2008) (TV series)
- Silent Witness (Finding Rachel) (2008)
- Endgame (2009)
- White Lion (2010)
- Coriolanus (2011) - Cominius
- The Suit (2016) - Mr. Maphikela
- Capitán América: Civil War (2016) - T'Chaka
- Black Panther (2018) - T'Chaka
- Murder Mystery (2019)[3]
- El rey león (2019) - Rafiki
- Murder Mystery 2 (2023) - Ulenga[4]